# 阿方斯·伯南德
阿方斯·伯南德（英語：Alphonse Burnand，1896年1月21日—1981年12月4日），生于科罗拉多州，美国前男子帆船运动员。他曾代表美国参加1932年夏季奥林匹克运动会帆船比赛，获得一枚金牌。他于1981年在加利福尼亚州去世。